# Дигидротахистерол
Дигидротахистерол — лекарственное средство. По химическому строению и механизму действия близок к витамину D2, является провитамином D3 (аналог 1,25(OH)2D), по эффективности аналогичен кальцитриолу (отличие только во времени наступления эффекта).
Дигидротахистерол является регулятором обмена фосфора и кальция, абсорбируется в тонком кишечнике.

## Использование препарата
Дигидротахистерол обычно используется для восполнения кальция и фосфора, при их дисбалансе или недостатке, в основном его применяют при Гипопаратиреозе, Нарушении обмена кальция, Тетании.
Обычно принимают внутрь, в виде жирных капель желтого цвета.

## Противопоказания
Нельзя применять препарат если имеются заболевания сопровождающимися гиперкальциемией, гипермагнемией.
Нельзя применять если есть повышенная чувствительность к Дигидротахистеролу и к витаминам группы D.
Нельзя применять при гипервитаминозе витаминами D.
Запрещено применение в детском возрасте.

### С осторожностью
С осторожностью применять при различных заболеваниях почек.
С осторожностью применять в пожилом возрасте.

## Во время применения
Во время применения следует регулярно следить за уровнем магния и кальция и других показателей крови.